# Joseph Louis François Bertrand
Joseph Louis François Bertrand (Parigi, 11 marzo 1822 – Parigi, 5 aprile 1900) è stato un matematico francese, che si distinse in particolare per i suoi lavori sulla teoria dei numeri, la geometria differenziale, la teoria della probabilità e la termodinamica.

## Biografia
Bertrand fu un professore dell'École Polytechnique e del Collège de France. Fu anche un membro dell'Accademia delle Scienze di Parigi, di cui fu segretario per ventisei anni.
Egli congetturò, nel 1845, che esista sempre almeno un numero primo compreso tra n e 2n − 2 per ogni n > 3. Nel 1850 il matematico russo Pafnutij L'vovič Čebyšëv dimostrò questa congettura, chiamata ora Postulato di Bertrand.
Bertrand tradusse in francese l'opera di Carl Friedrich Gauss sulla teoria degli errori e sul metodo dei minimi quadrati.
È noto inoltre, nell'ambito dell'economia e della teoria dei giochi, per aver ideato un modello di concorrenza duopolistica, chiamato appunto Modello di Bertrand.

## Opere
- Traité de calcul différentiel et de calcul intégral (due volumi) (Parigi: Gauthier-Villars, 1864-1870) (calcolo infinitesimale)
- Rapport sur les progrès les plus récents de l'analyse mathématique (Parigi: Imprimerie Impériale, 1867)
- Traité d'arithmétique (L. Hachette, 1849) (aritmetica)
- Thermodynamique (Parigi: Gauthier-Villars, 1887) (termodinamica)
- (FR)  Méthode des moindres carrés (Mallet-Bachelier, 1855)
- Leçons sur la théorie mathématique de l'électricité / professées au Collège de France (Parigi: Gauthier-Villars et fils, 1890) (elettromagnetismo)
- (FR) Calcul des probabilités - Paris: Gauthier-Villars et fils, su gallica.bnf.fr, 1889. URL consultato il 26 gennaio 2021.
- Arago et sa vie scientique (Parigi: J. Hetzel, 1865) (biografia di François Arago)
- (FR) Joseph Bertrand, Blaise Pascal, su Gallica, 1891. URL consultato il 26 gennaio 2021. (Parigi: C. Lévy, 1891) (biografia di Blaise Pascal)
- (FR) Joseph Bertrand, Les fondateurs de l'astronomie moderne: Copernic, Tycho Brahé, Képler, Galilée, Newton, su Gallica. URL consultato il 26 gennaio 2021. (Paris: J. Hetzel, 1865) (biografie)